# NGC 7067
NGC 7067 est un très jeune amas ouvert situé dans la constellation du Cygne. Il a été découvert par l'astronome germano-britannique William Herschel en 1786.
Selon la classification des amas ouverts, cet amas renferme moins de 50 étoiles (la lettre p), dont la concentration est moyenne (II) et dont les magnitudes se répartissent sur un intervalle moyen (le chiffre 2),. Le site Lynga considère que la concentration de cet amas est forte (I) et que les magnitudes se répartissent sur un petit intervalle (le chiffre 1). Lynda indique également que l'amas compte 20 étoiles.

## Observation
Avec une magnitude visuelle de 9,7, on peut observer l'amas avec des jumelles dont l'ouverture est de 80 mm ou avec un petit télescope.

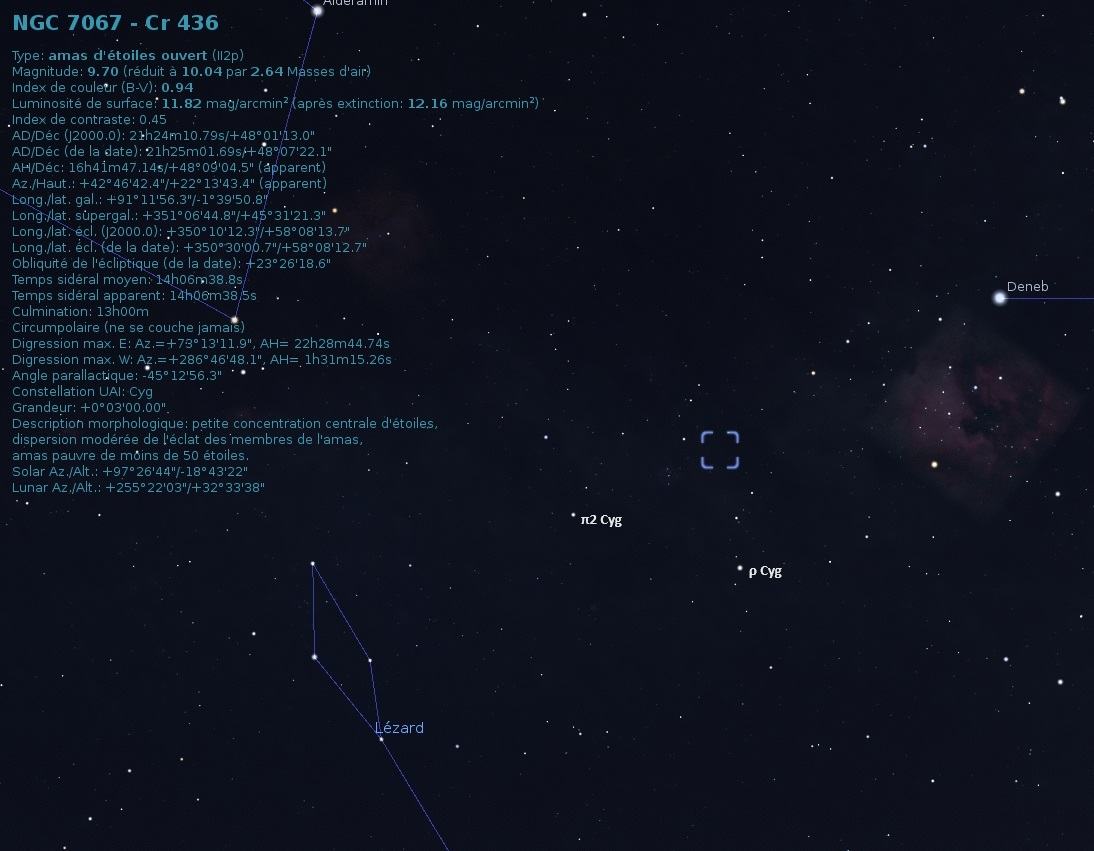
Emplacement de NGC 7067 dans la constellation du Cygne (Stellarium).

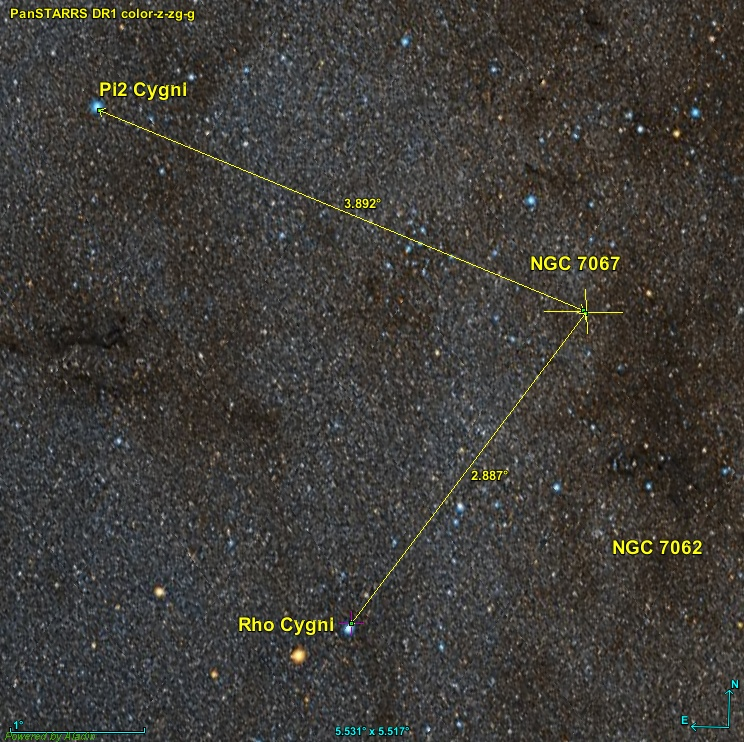
Position de NGC 7067 par rapport à deux étoiles du Cygne.

NGC 7067 est situé à environ 3,9 degrés au sud-ouest de l'étoile Pi2 Cygni et à environ 2,9 au nord-ouest de Rho Cygni.

## Caractéristiques
Certaines caractéristiques apparaissent sur la base de données Simbad, mais une publication très récente (2023) basée sur les mesures de la parallaxe par le satellite Gaia a permis une mise à jour importante des données. Les données du « GAIA EARLY DATA RELEASE 3 (GAIA EDR3) » ont également permis aux auteurs (Almeida, Monteiro et Dias) de cette publication d'estimer la masse de 773 amas ouverts, dont celle de NGC 7062 qui est de 701 ± 140 {\displaystyle M_{\odot }}.

### Distance et vitesse
Cet amas est à 4 654 ± 167 pc du système solaire.
La base de données Simbad indique trois valeurs de la distance: environ 5 269 pc (∼17 200 al), environ 1 369 pc (∼4 470 al) et 5 434 ± 532 pc (∼17 700 al).
La taille apparente de l'amas est de 2,4' à 3', (2,7 ± 0,3'), ce qui, compte tenu de la distance de 3 225 ± 150 pc et grâce à un calcul simple, équivaut à une taille réelle de 11,9 ± 1,8 al.
Deux vitesses identiques sont aussi indiquées sur la base de données Simbad, soit −64,64 ± 1,54 km/s,.

### Métallicité
Simbad rapporte une seule valeur de la métallicité, soit 0,246. Selon Almeida et ses collègues, la métallicité de l'amas est égale à 0,083 ± 0,047. Selon cette valeur, le pourcentage d'éléments lourds (plus lourd que l'hydrogène et l'hélium) de cet amas serait compris entre 109% et 135% (100,083 ± 0,047) de celui du Soleil.

### Âge
Webda et Lynga indiquent un âge de 100 millions d'années (log10=8,00),, ce qui est très supérieur à l'âge d'environ 12,2 millions d'années préconisé par Almeida.

## Étoiles
Simbad montre aussi un bouton nommé Children. En cliquant sur ce bouton, on atteint une section de cette base de données qui renferme un tableau contenant 1 399 entrées, dont 1 250 Children, pour NGC 7067. Cependant, des étoiles (les Children) peuvent apparaître plusieurs fois dans la deuxième colonne du tableau, d'où le nombre de liens bibliographiques qui est supérieure au nombre d'étoiles. La quatrième colonne de ce tableau indique la probabilité que l'étoile appartienne à l'amas. En cliquant sur le titre de cette colonne, on peut classer la probabilité par ordre croissant ou décroissant. En cliquant sur la désignation de l'étoile, on atteint la page de Simbad qui résume ses propriétés.